# Проворов, Фёдор Фёдорович
Фёдор Фёдорович Про́воров (1905—1975) — советский кинооператор. Заслуженный деятель искусств РСФСР (1957). Лауреат Сталинской премии первой степени (1947). Член ВКП(б) с 1951 года.

## Биография
Ф. Ф. Проворов родился 12 (25) декабря 1905 года. В 1926 году работал на съёмке рекламных короткометражных фильмов. В 1926—1930 годах снял ряд учебных и культурно-просветительных фильмов. С 1930 года принимал активное участие в работе НИКФИ по освоению методов цветной киносъёмки и аппаратуры для съёмок цветных фильмов. Ф. Ф. Проворов — первый советский оператор, начавший осваивать цветную кинематографию. В 1935 году он двухцветным виражным способом снял документальный цветной фильм «Карнавал цветов». В 1936 году снял двухцветным способом первый советский художественный фильм «Груня Корнакова» («Соловей-Соловушко»), в 1938—1939 годах трёхцветным методом снимал цветные фильмы о физкультурных парадах, копии которых печатались гидротипным способом . Операторские работы мастера отмечены творческой фантазией, высоким качеством цвета, изобразительностью; тонким художественным вкусом, теплотой и проникновенностью отличаются в его фильмах пейзажи. С 1954 года вёл научно-исследовательскую работу по улучшению качества цветных плёнок и разработке новых видов кинематографии.
Ф. Ф. Проворов умер 5 октября 1975 года. Похоронен в Москве на Востряковском кладбище.

## Фильмография
- 1935 — Карнавал цветов
- 1936 — Груня Корнакова
- 1939 — Цветущая юность
- 1942 — Концерт фронту (с В. В. Доброницким)
- 1944 — Иван Никулин — русский матрос
- 1945 — Парад Победы
- 1946 — Каменный цветок
- 1948 — Три встречи (с Е. Н. Андриканисом, И. В. Гелейном, А. Н. Кольцатым)
- 1952 — Садко (с Б. К. Горбачёвым)
- 1956 — Илья Муромец (с Ю. М. Куном)
- 1960 — Повесть пламенных лет (с А. С. Темериным)
- 1967 — Вий (с В. Л. Пищальниковым и Б. Т. Травкиным)

## Награды и премии
- Сталинская премия первой степени (1947) — за фильм «Каменный цветок» (1946)
- Орден «Знак Почёта» (1948) — за достигнутые успехи в деле развития и усовершенствования цветной кинематографии[3]
- приз на I Мкф. в Канне — за лучший цветной фильм
- приз Высшей технической комиссии на XIV Мкф. в Канне — за фильм «Повесть пламенных лет»
- заслуженный деятель искусств РСФСР (1957)